# Dorothy Walker Bush
Pour les articles homonymes, voir Famille Bush et Bush.
Dorothy Walker Bush, née Dorothy Wear Walker le 1er juillet 1901 et morte le 19 novembre 1992 était la mère du 41e président des États-Unis George H. W. Bush et la grand-mère du 43e président des États-Unis George W. Bush.

## Mariage et enfants
Le 6 août 1921, elle épouse Prescott Bush avec qui elle a 5 enfants :
- Prescott Jr, né le 10 août 1922 et mort le 23 juin 2010
- George, né le 12 juin 1924 et mort le 10 novembre 2018
- Nancy, née le 4 février 1926 et mort le 10 janvier 2021
- Jonathan, né le 6 mai 1931 et mort le 5 mai 2021
- William, né le 14 juillet 1938 et mort le 27 février 2018.

## Décès
Dorothy est décédée le 19 novembre 1992, à l'âge de 91 ans à la suite d'un accident vasculaire cérébral, soit 16 jours après la défaite de son fils à l'Élection présidentielle américaine de 1992.